# صائد الجبابرة (فلم)
صائد الجبابرة  فيلم دراما وتشويق وإثارة مصري من إخراج وتأليف ناصر حسين والفيلم مأخوذ من الرواية العالمية "الكونت دي مونت كريستو
Le comte de Monte-Cristo (ألكسندر دوما)". الفيلم من بطولة سمير صبري، دلال عبدالعزيز، حسين الشربيني، ليلى شعير، محسن سرحان، ومحمد رضا  وتدور أحداثه حول جريمة سرقة وتبديد مال عام ترسل الجاني المظلوم أمين عبد الهادي إلى السجن لعشر سنوات وتؤدي لهجرة الابن إلى أمريكا ولكنه يعود بعد موت والده بالسجن ليحقق القصاص العادل.
صدر الفيلم إلى دور العرض المصرية في 25 نوفمبر 1991.
منح موقع قاعدة بيانات الأفلام العربية "السينما.كوم" الفيلم درحة 5.6/ 10.

## طاقم التمثيل
سمير صبري: في دور نبيل أمين عبد الهادي
دلال عبد العزيز: في دور وفاء محمود (خطيبة نبيل)
حسين الشربيني: في دور شاكر عبد الله (الشاهد الأول ضد أمين عبد الهادي)
ليلى شعير: في دور نرمين محفوظ الدمنهوري
محسن سرحان: في دور محفوظ الدمنهوري (الشاهد الثاني ضد أمين عبد الهادي)
محمد رضا: في دور أمين عبد الهادي (وكيل الوزارة المتهم بإهدار المال العام)
نظيم شعراوي: في دور أنور الجبالي (الشاهد الثالث ضد أمين عبد الهادي)
شوقي شامخ: في دور محسن (صديق نبيل ومدير مكتبه للإستيراد والتصدير)
صلاح يحيى: في دور عبده (الخادم)
بالاشتراك مع: جليلة محمود – كريمان – حلمي أبو هيف – حسين عرابي – نادية عمار – صباح محمود.

## أحداث الفيلم
يتهم أمين عبد الهادي (محمد رضا) الاستيلاء على وإهدار المال العام وإستغلال وظيفته كوكيل وزاره، ويشهد عليه ثلاثة من زملاءه زوراً وهم محفوظ الدمنهوري (محسن سرحان) وأنور الجبالي (نظيم شعراوي) وشاكر عبد الله (حسين الشربيني)، ويسجن عشر سنوات، ويهاجر ابنه نبيل (سمير صبرى) إلى أمريكا ويترك خطيبته وفاء محمود (دلال عبد العزيز). يتزوج نبيل في أمريكا من أمريكية ثرية تكبره سنا وتموت ويرث عنها ثروة طائلة. يعلم نبيل بموت والده في السجن ويسارع بالحضور إلى مصر بغية الانتقام من الذين شهدوا على والده زورا. يقوم نبيل بافتتاح مكتب للاستيراد والتصدير بإسم مستعار هو "مصطفى الغرباوي"، ويتخذ من صديقه محسن (شوقي شامخ) مديرا لهذا المكتب. يكتشف نبيل أن وفاء، خطيبته السابقة، قد افتتحت مصنعا للملابس الجاهزة ومازالت على حبها له ولم تتزوج. يبدأ نبيل خطة الانتقام من محفوظ الدمنهوري فيفتعل حادث تصادم مع إبنته نيرمين (ليلى شعير) ومن جانب آخر يسعى محفوظ للتعرف على نبيل كي يشترك معه في أعمال الإستيراد، بعد أن علم بثراء نبيل وشركته. يقوم الدمنهوري بدعوة الثري "مصطفى الغرباوي" على العشاء ليعتذر له عما بدر من ابنته في حادث التصادم، بينما يسعى نبيل لإقامة علاقة مع نيرمين للإنتقام ويبدأها بإهدائها سيارة جديدة فاخرة، ويدعوها لفراشه فتتقبل العلاقة وهي تطمع في الزواج. يقوم نبيل بتوريط محفوظ في صفقة حديد تدمر كل ثروته ويصبح مدينا للبنك بمليون دولار، بينما تسمع نيرمين خلسة حديثاً بين نبيل ووفاء وتكتشف خطة تدمير والدها فتسارع بسيارتها في قيادة جنونية تودي بحياتها. يعلم الدمنهورى بموت ابنته وضياع ثروته فيصاب بسكتة قلبية تودي بحياته هو أيضاً. يعلم شاكر عبد الله بما حدث ويتحرى عن مصطفى الغرباوى فيكتشف أنه نبيل عبد الهادى، ويخشى من أن يضعف أنور الجبالي أمام نبيل ويعترف عليه فيقوم بقتله وأيضا اختطاف وفاء ويطلب فدية من نبيل 4 مليون جنيه ثم يخفضها إلى مليون. يوافق نبيل لينقذ وفاء، بينما يقوم محسن بإبلاغ الشرطة، وهكذا يتمكن نبيل من القضاء على كل أفراد العصابة وحده وبدون سلاح، وينقذ وفاء ويسلم شاكر إلى العدالة.

## وصلات خارجية
- صائد الجبابرة على موقع الدهليز
- صائد الجبابرة على موقع قاعدة بيانات الأفلام العربية
- صائد الجبابرة على موقع الدهليز
- صائد الجبابرة على موقع كاروهات